# Parnamirim (Pernambuco)
Parnamirim is een gemeente in de Braziliaanse deelstaat Pernambuco. De gemeente telt 19.850 inwoners (schatting 2009).